# Stéphane Sednaoui
Stéphane Sednaoui (ur. 27 lutego 1963 w Paryżu, we Francji) jest fotografem i reżyserem.
Gwiazdami, jakie fotografował w swojej karierze były: Kylie Minogue, Björk, Claire Danes, Liv Tyler, Courtney Love, Salma Hayek, Richard Pryor, Robert Mitchum i Billy Wilder. We wczesnych latach 90. zaistniał także jako reżyser wideoklipów.

## Filmografia

### Krótkie filmy
- „Walk On the Wild Side” (producent, reżyser) (2005)

### Filmy
- „Acqua Natasa” (producent, reżyser) (2005)

### Animacje
- „Army of Me” (producent, reżyser) (2005)

### Teledyski
- 1990 - Le pouvoir Suprême NTM
- 1990 - Le monde de demain Suprême NTM
- 1991 - Kozmik Ziggy Marley
- 1991 - Give It Away Red Hot Chili Peppers
- 1991 - Mysterious ways U2
- 1992 - Breaking the Girl Red Hot Chili Peppers
- 1992 - Sometimes Salvation The Black Crowes
- 1993 - Way of the Wind PM Dawn
- 1993 - Fever Madonna
- 1993 - Today The Smashing Pumpkins
- 1993 - Big Time Sensuality Björk
- 1994 - Nouveau Western MC Solaar
- 1994 - 7 seconds Youssou N’Dour & Neneh Cherry
- 1994 - Sly Massive Attack
- 1995 - Fragile Isaac Hayes
- 1995 - Queer Garbage
- 1995 - Fallen angel Traci Lords
- 1995 - Hell Is Around the Corner Tricky
- 1995 - Pumpkin Tricky
- 1996 - Here Come the Aliens Tricky
- 1996 - Ironic Alanis Morissette
- 1996 - Whatever You Want Tina Turner
- 1996 - GBI: German Bold Italic Towa Tei & Kylie Minogue
- 1996 - Possibly Maybe Björk
- 1996 - Milk Garbage
- 1997 - Sleep to Dream Fiona Apple
- 1997 - Discothèque U2
- 1997 - Gangster Moderne MC Solaar
- 1997 - Never Is a Promise Fiona Apple
- 1998 - Thank U Alanis Morissette
- 1998 - Lotus R.E.M.
- 1999 - I'm Known Keziah Jones
- 1999 - Falling in Love Again Eagle-Eye Cherry
- 1999 - You Look So Fine Garbage
- 1999 - Sweet Child O' Mine Sheryl Crow
- 1999 - Scar Tissue Red Hot Chili Peppers
- 1999 - For Real Tricky, featuring DJ Muggs & more
- 1999 - Nothing Much Happens Ben Lee
- 1999 - Summer Son Texas
- 1999 - Around the World Red Hot Chili Peppers
- 1999 - The Chemicals Between Us Bush
- 2000 - Mixed Bizness Beck
- 2000 - Tailler la zone Alain Souchon
- 2000 - Let's Ride Q-Tip
- 2000 - Disco Science Mirwais
- 2000 - I Can't Wait by Mirwais
- 2001 - Dream On Depeche Mode
- 2001 - Little L Jamiroquai
- 2002 - Paris Camille
- 2003 - Anti-matter Tricky

## Życie prywatne
Artysta w przeszłości był związany z Kylie Minogue i Björk. Jest ojcem pierwszego dziecka Laetity Casty, Sahteene.